# Trachelas bravidus
Trachelas bravidus là một loài nhện trong họ Trachelidae.
Loài này thuộc chi Trachelas. Trachelas bravidus được Arthur Merton Chickering miêu tả năm 1972.